# Балтиморская иволга
Балтиморская иволга, или балтиморский цветной трупиал (лат. Icterus galbula), — вид птиц из семейства трупиаловых.

## Внешний вид
Длина птицы составляет 18 см при массе 34 г. Самцы ярко-жёлтые (иногда оранжевые) с чёрными крыльями и головой, а самки желтоватые с серыми крыльями и белым брюхом.

## Распространение
Птицы обитают в лиственных и смешанных лесах восточной части Северной Америки. Зимой они мигрируют в Центральную Америку или север Южной Америки, но могут и оставаться при достаточном питании. Редкие особи залетают в Западную Европу.

## Питание
В основном, птицы едят насекомых, ягоды и нектар. Часто специально для них сооружают кормушки, прикармливая их апельсинами, виноградом или другой пищей.

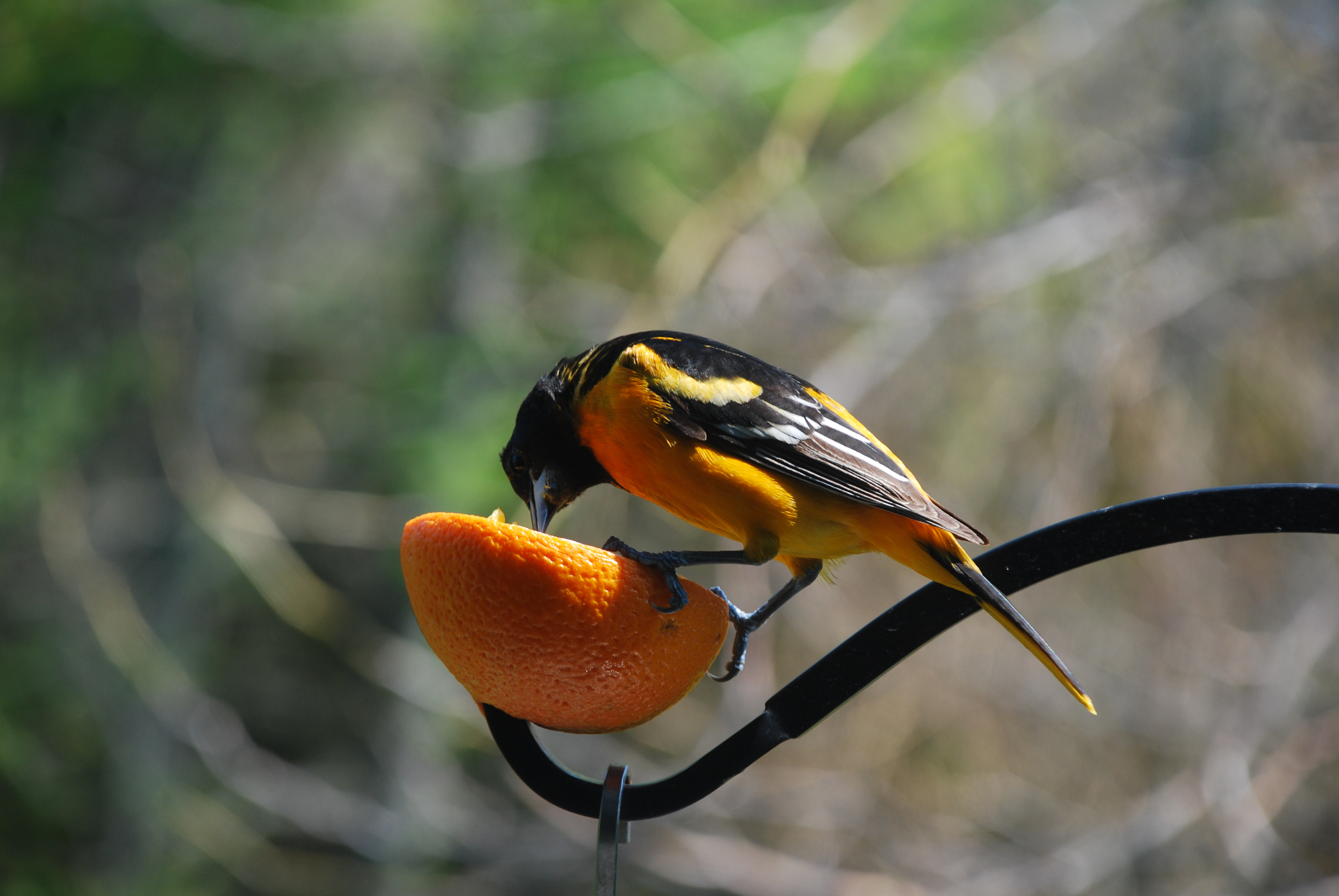

## Размножение
Гнездо строится самкой, представляет собой подвесной мешочек, прочно прикреплённый к ветке. В кладке бывает от 3 до 6 яиц. Высиживание длится около 12—14 дней, осуществляется самкой. Птенцов кормят оба родителя в течение 12—14 дней после вылупления, затем они покидают гнездо.

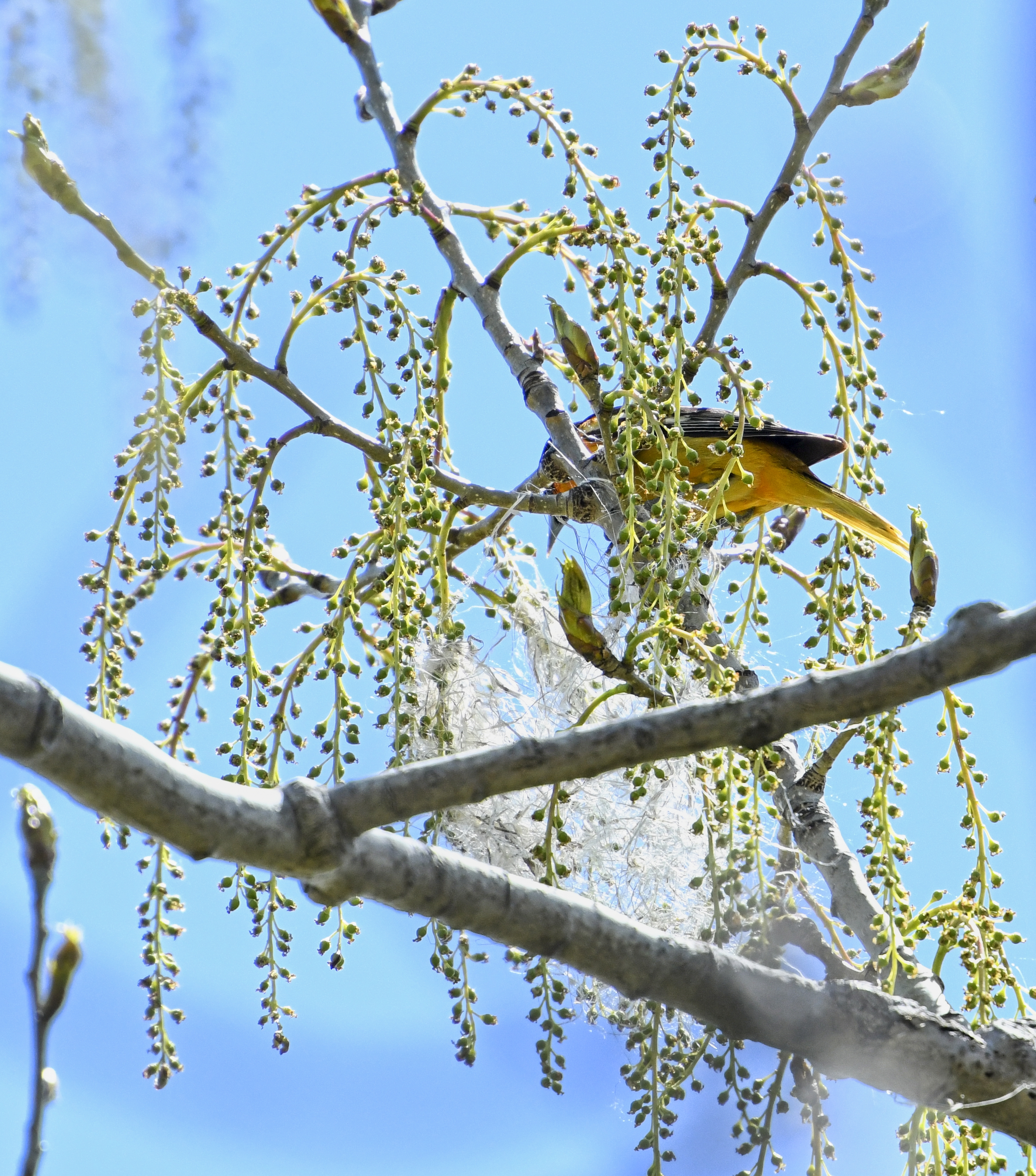
Процесс плетения гнезда
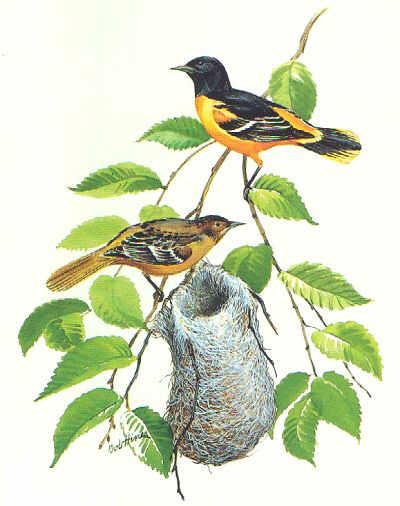
Гнездо
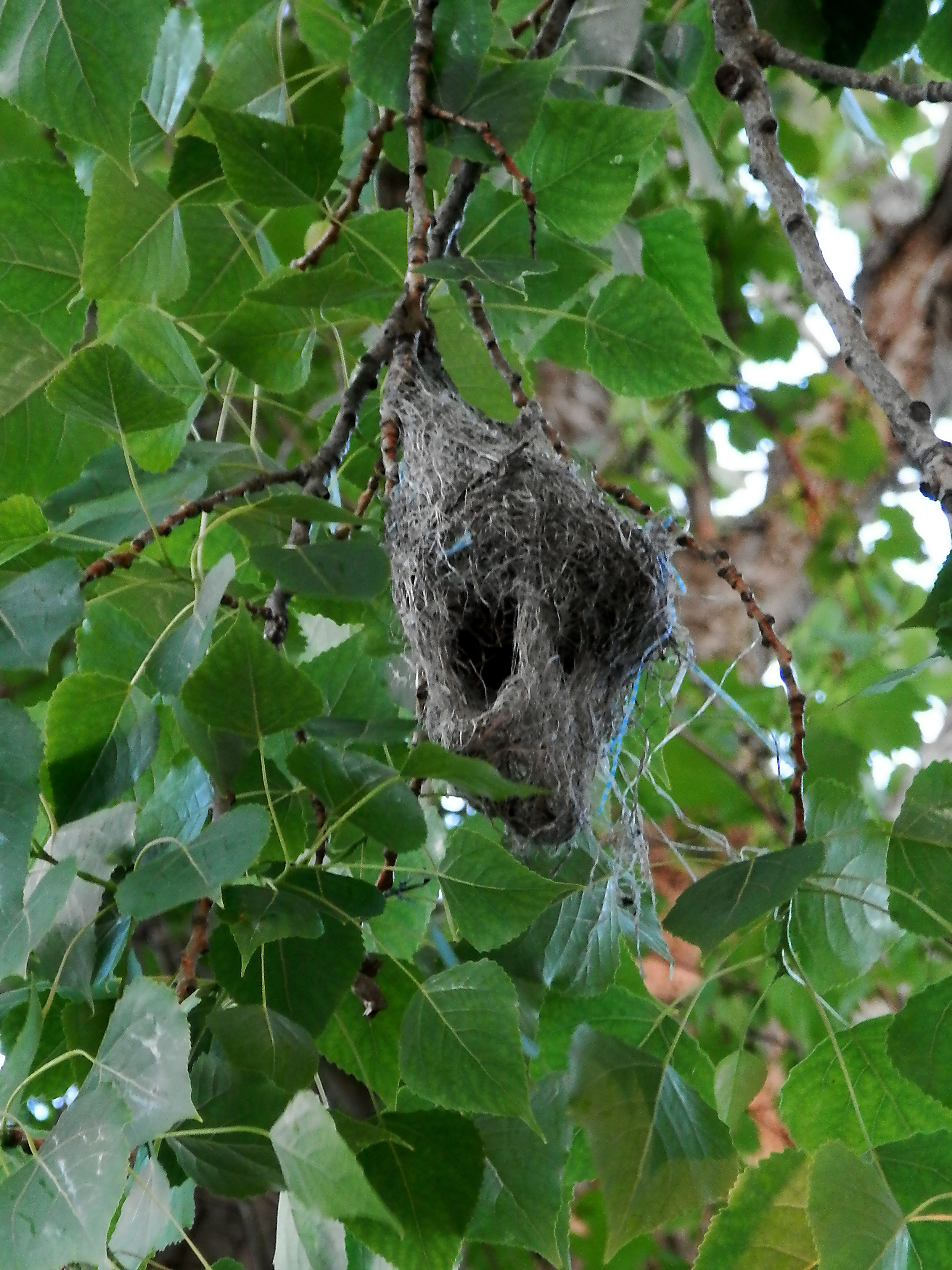
Гнездо
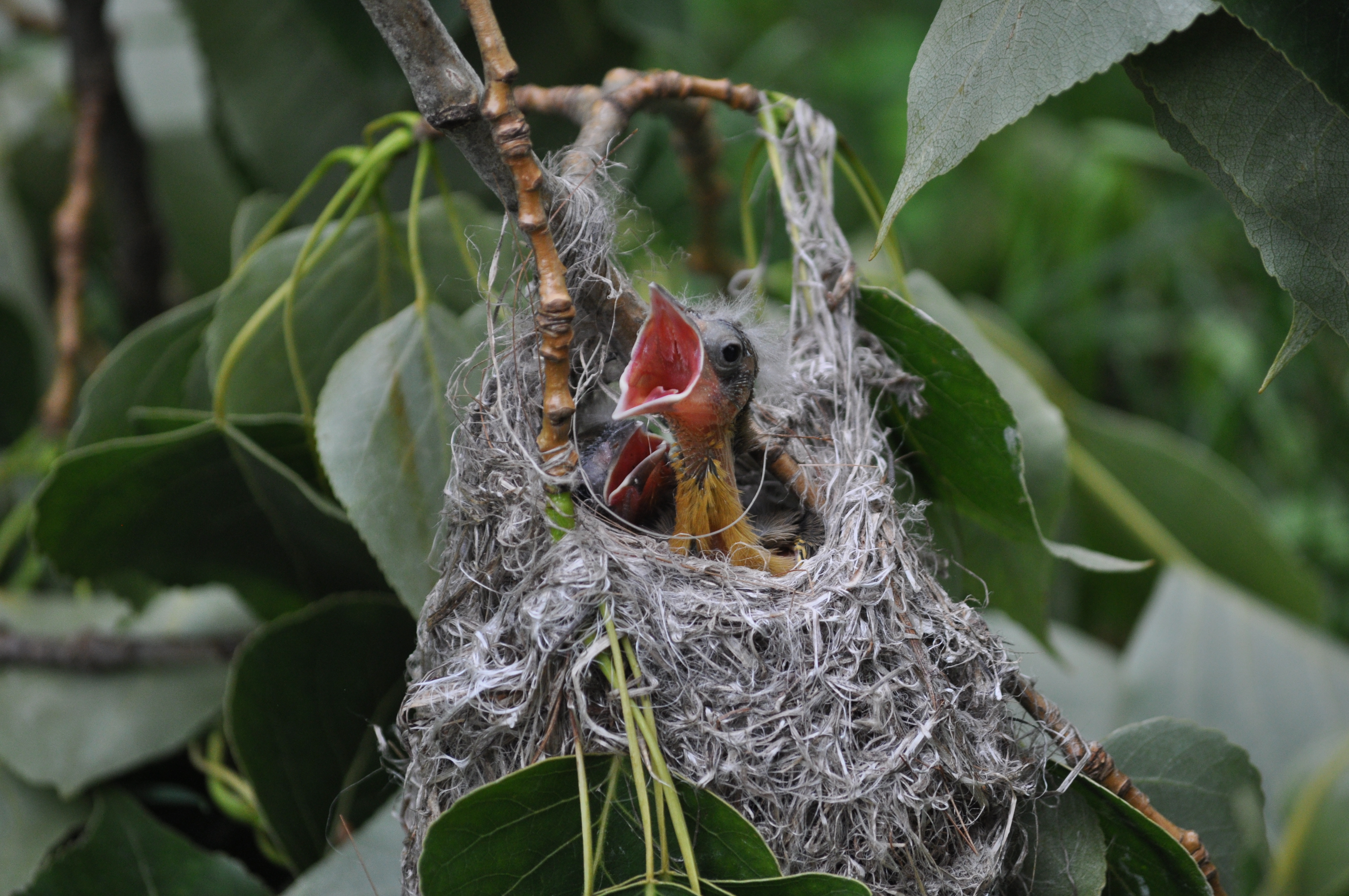
Птенцы в гнезде
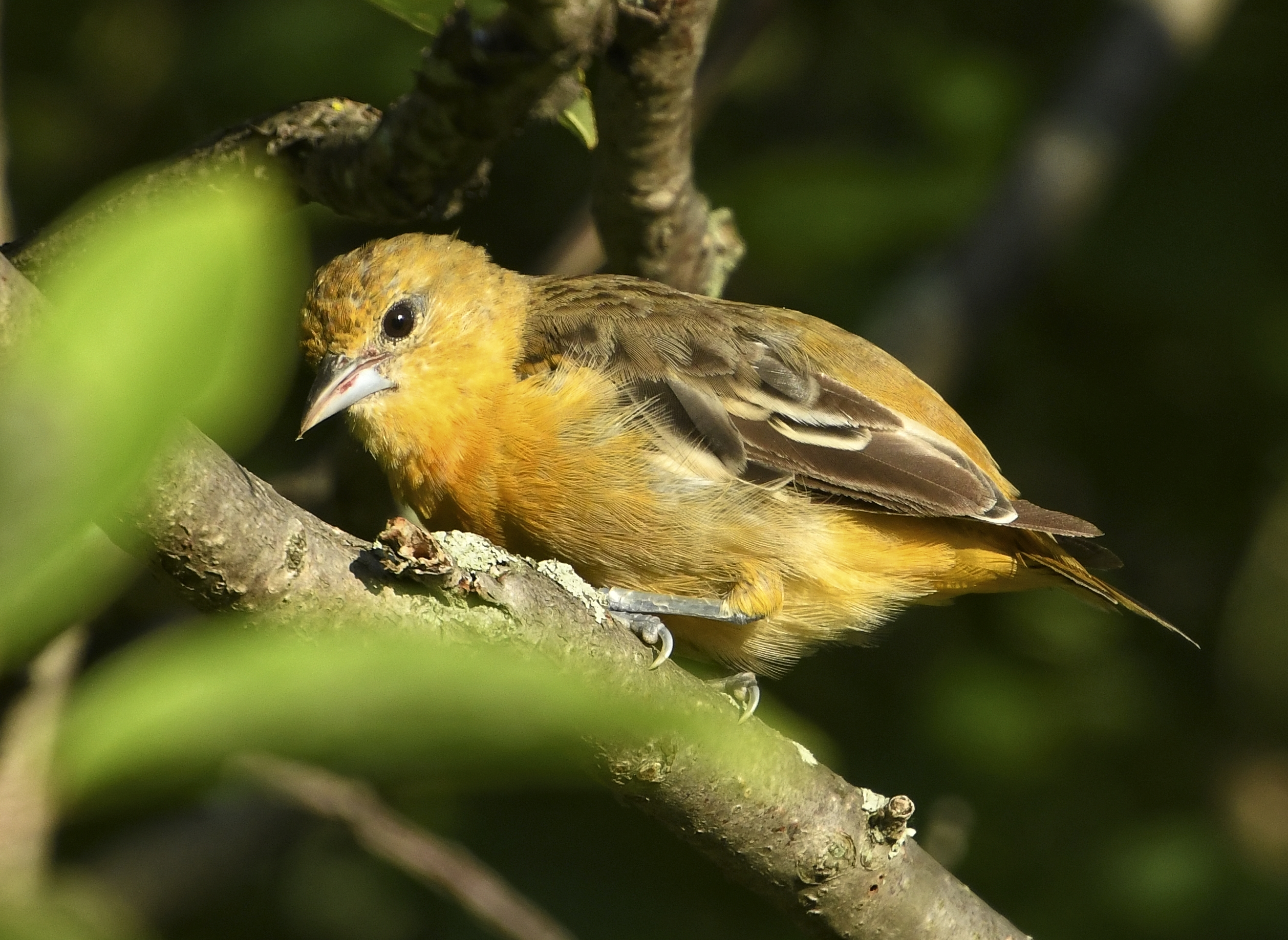
Молодая особь

## Факты
- В честь этой птицы названа песня Хоги Кармайкла, которая также вошла в альбом Джорджа Харрисона Somewhere in England.
- В честь этой птицы названа команда Балтимор Ориолс из Главной лиги бейсбола.
- Также она считается птицей штата Мэриленд.